# پیوند آنتی‌بادی-دارو
دسته‌ای از (ADCs) پیوندهای آنتی بادی-دارو، زیست داروهای طراحی شده به عنوان درمان هدفمند برای درمان سرطان هستند. برخلاف شیمی‌درمانی، ADC ها برای هدف قرار دادن و کشتن سلول‌های تومور و در عین حال حفظ سلول‌های سالم در نظر گرفته شده‌اند. تا سال 2019، حدود 56 شرکت داروسازی در حال توسعه ADC بودند.
ADC ها مولکول‌های پیچیده‌ای هستند که از یک آنتی‌بادی مرتبط با یک محموله یا داروی سیتوتوکسیک (ضد سرطانی) بیولوژیکی فعال تشکیل شده‌اند. پیوندهای آنتی‌بادی_دارو نمونه‌ای از بیوکونژوگه‌ها و ایمونوکونژوگه‌ها هستند.
ADC ها ویژگی‌های هدف‎‌گیری آنتی‌بادی‌های مونوکلونال را با قابلیت‌های کشتن سرطان داروهای سیتوتوکسیک ترکیب می‌کنند، که برای تمایز بین بافت سالم و بیمار طراحی شده‌اند.

ساختار شماتیک یک پیوند آنتی‌بادی-دارو (ADC)

## ساز‌و‌کار اجرا
یک داروی ضد سرطان با یک آنتی‌بادی که یک آنتی‌ژن (یا پروتئین) تومور خاص را هدف قرار می‌دهد که در حالت ایده‌آل فقط داخل یا روی سلول‌های تومور یافت می‌شود، جفت می‌شود. آنتی‌بادی‌ها خود را به آنتی‌ژن‌های سطح سلول‌های سرطانی متصل می‌کنند. واکنش بیوشیمیایی که پس از اتصال رخ می‌دهد، سیگنالی را در سلول تومور ایجاد می‌کند، که سپس آنتی‌بادی را همراه با سیتوتوکسین مرتبط، جذب یا درونی‌سازی می‌کند. پس از درونی شدن (internalizes) ADC، سیتوتوکسین سرطان را می‌کشد. اعتقاد بر این بود که توانایی هدف‌گیری آن‌ها، عوارض جانبی را برای بیماران سرطانی محدود می‌کند و پنجره درمانی وسیع تری نسبت به سایر عوامل شیمی‌درمانی ارائه می‌دهد. اگرچه هنوز این وعده در کلینیک محقق نشده است.
فن‌آوری های ADC در بسیای از نشریات، از جمله مجلات علمی برجسته شده است.

## تاریخچه
ایده داروهایی که سلول‌های تومور را هدف قرار می‌دهند و بقیه سلول ها را نادیده می‌گیرند، در سال ۱۹۰۰ توسط برنده آلمانی جایزه نوبل، پل ارلیش مطرح شد. او این داروها را به دلیل خاصیت هدف گیری آن‌ها به عنوان یک «گلوله جادویی» توصیف کرد.
در سال ۲۰۰۱، داروی شرکت‌های Pfizer/Wyeth's به نام Gemtuzumab ozogamicin (نام تجاری: Mylotarg) بر اساس یک مطالعه با یک نقطه پایانی جایگزین (surrogate endpoint)، از طریق فرآیند تأیید سریع (accelerated approval process) تأیید شد. در ژوئن ۲۰۱۰، پس از پیگیری‌های انجام شده، بنا بر عدم وجود شواهدی مبنی بر سود و سمی بودن قابل توجه، سازمان غذا و داروی ایالات متحده (FDA) شرکت را مجبور به لغو آن کرد. در سال ۲۰۱۷ دوباره به بازار ایالات متحده معرفی شد.
Brentuximab vedotin (نام تجاری: Adcetris، عرضه شده توسط Seattle Genetics و Millennium/Takeda) برای HL عودکننده و لنفوم سلول بزرگ آناپلاستیک سیستمیک عودکننده (sALCL) توسط FDA در ۱۹ آگوست ۲۰۱۱ تأیید شد و مجوز بازاریابی مشروط از آژانس دارویی اروپا در اکتبر ۲۰۱۲دریافت کرد.

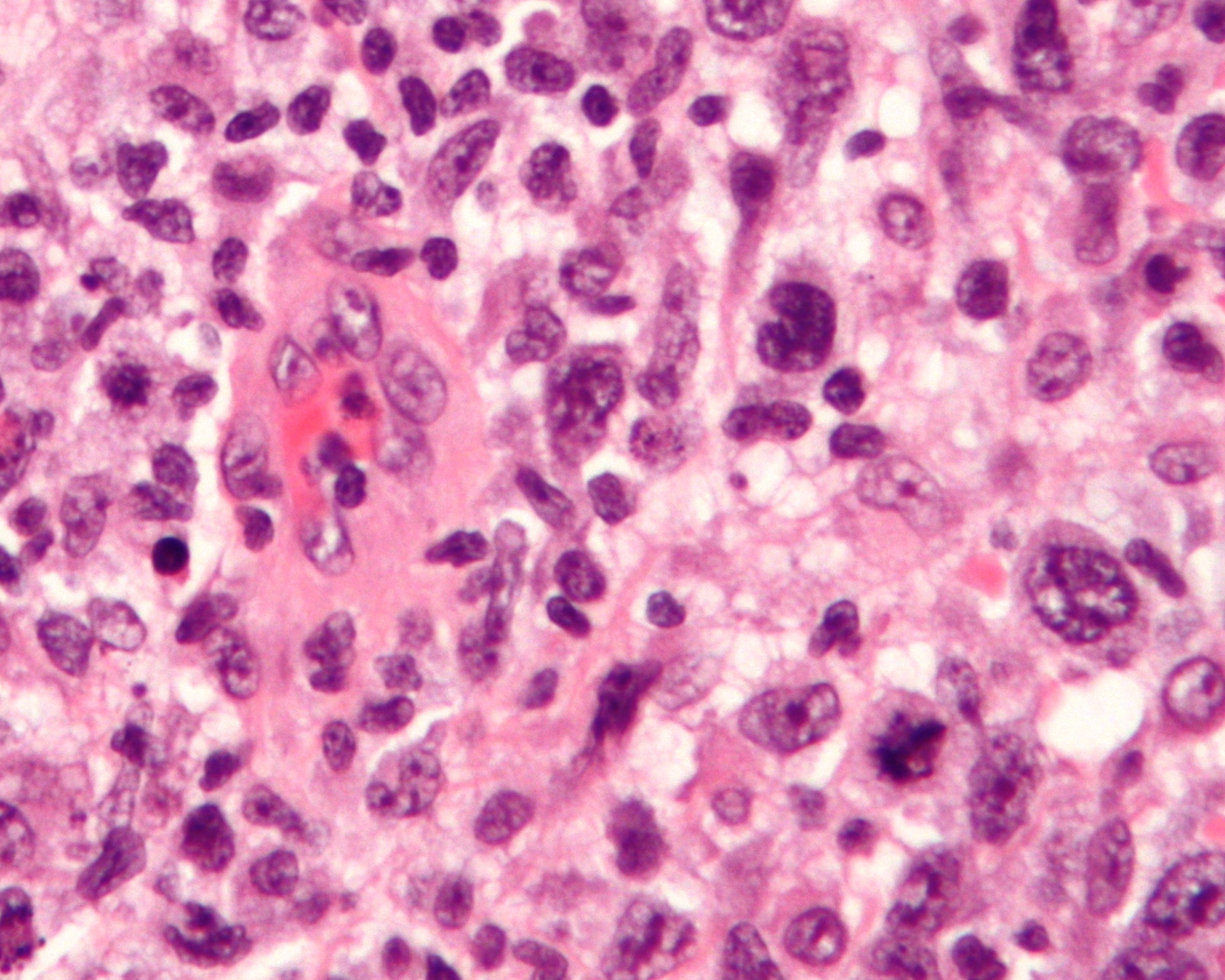
میکروگراف یک لنفوم سلول بزرگ آناپلاستیک

تراستوزوماب امتانسین (ado-trastuzumab emtansine یا T-DM۱، نام تجاری: Kadcyla، به بازار عرضه شده توسط Genentech و Roche) در فوریه ۲۰۱۳ برای درمان افراد مبتلا به سرطان سینه متاستاتیک HER۲ مثبت (mBC) که قبلاً با تراستوزوماب و شیمی درمانی تاکسان درمان شده بودند تأیید شد.
کمیسیون اروپا اینوتوزوماب اوزوگامایسین را به عنوان یک درمان تک درمانی برای درمان بزرگسالان مبتلا به لوسمی لنفوبلاستیک حاد پیش ساز سلول B CD۲۲ مثبت عودکننده یا مقاوم به درمان (ALL) در ۳۰ ژوئن ۲۰۱۷ به نام تجاری Besponsa® (Pfizer/Wyeth) تأیید کرد. ،در ۱۷ آگوست ۲۰۱۷ توسط FDA دنبال شد.
اولین ترکیب آنتی‌بادی-دارو (iADC)، ABBV-۳۳۷۳، و مطالعه با iADC دوم، ABBV-۱۵۴، بهبود فعالیت بیماری را در یک مطالعه فاز ۲a روی بیماران مبتلا به آرتریت روماتوئید (rheumatoid arthritis)  نشان داد. ارزیابی عوارض جانبی و تغییر در فعالیت بیماری در شرکت کنندگان تحت درمان با تزریق زیر جلدی ABBV-۱۵۴ ادامه دارد.
در جولای ۲۰۱۸، شرکت Daiichi Sankyo، Limited و Glycotope GmbH پیمانی را در مورد ترکیب آنتی‌بادی TA-MUC۱ آزمایش شده توسط شرکت Glycotope و فناوری ADC اختصاصی Daiichi Sankyo برای توسعه پیوند آنتی‌بادی-داروی گاتی‌پوتوزوماب امضا کردند.
در سال ۲۰۱۹، شرکت AstraZeneca موافقت کرد تا ۶.۹ میلیارد دلار برای توسعه مشترک DS-۸۲۰۱ با شرکت ژاپنی Daiichi Sankyo بپردازد. این دارو جایگزین هرسپتین برای درمان سرطان سینه شد. DS۸۲۰۱، در مقایسه با چهار محموله معمولی دارای هشت محموله است.

## اجزای یک ADC
یک ترکیب آنتی بادی-دارو از ۳ جزء تشکیل شده است:
آنتی بادی: سطح سلول سرطانی را هدف قرار می‌دهد و همچنین ممکن است پاسخ درمانی را ایجاد کند.
بار: پاسخ درمانی مورد نظر را ایجاد می کند.
پیوند دهنده: زمانی‌که محموله را به آنتی بادی متصل می‌کند باید در گردش ثابت باشد و همچنین محموله را فقط در هدف مورد نظر آزاد می‌کند. رویکردهای متعددی برای پیوند و اتصال به آنتی‌بادی، مورد بررسی قرار گرفته است. DAR، نسبت دارو به آنتی بادی است و سطح بارگذاری بار بر روی ADC را نشان می دهد.

## بار مفید (Payloads)
بسیاری از محموله‌های (Payloads) ADC های سرطان‌شناسی (oADC) مبتنی بر محصولات طبیعی هستند. و برخی از آنها برهمکنش‌های کووالانسی با هدف خود ایجاد می کنند. محموله ها شامل بازدارنده‌های میکروتوبولین مونو متیل اوریستاتین ( monomethyl auristatin E) (MMAE)، مونو متیل اوریستاتین (monomethyl auristatin F) (MMAF) و مرتانسین (mertansine)، پیوند دهنده DNA کالیکی آمیسین (calicheamicin) و مهارکننده های توپوایزومراز ۱ (SN-۳۸) و اکزاتکان (exatecan) است. که منجر به سنتز کل محصولات طبیعی می شود. تعدیل‌کننده‌های گیرنده گلوکوکورتیکوئید (GRMs) نشان‌دهنده بیشترین کلاس محموله فعال برای iADC ها است. رویکردهایی برای آزادسازی مولکول‌های GRM موجود در بازار مانند دگزامتازون و بودزوناید توسعه یافته‌اند. بعد از آن مولکول‌های GRM تصحیح شدند که باعث اتصال پیوند دهنده با ADCidified می شود. لازم به ذکر است که ADCidified، فرآیند شیمی‌دارویی بهینه‌سازی بار، برای تسهیل اتصال پیوند دهنده را توصیف می‌کند. جایگزین‌های بارهای مولکولی کوچک ( small molecule payloads) نیز مورد بررسی قرار گرفته‌اند، برای مثال siRNA، نمونه‌ای از بارهای مولکولی کوچک است.

## پیوند دهنده (linkers)
یک پیوند پایدار بین آنتی‌بادی و عامل سیتوتوکسیک (ضد سرطان) یک جنبه حیاتی از ADC است. یک پیوند دهنده پایدار ADC تضمین می کند که مقدار کمتری از محموله سیتوتوکسیک (cytotoxic) قبل از رسیدن به سلول تومور سقوط کند. همچنین ایمنی را بهبود می‌بخشد و دوز را محدود می‌کند.
در دسترس بودن پیوندهای بهتر و پایدارتر، عملکرد پیوند شیمیایی را تغییر داده است. نوع پیوند دهنده، قابل شکافتن یا غیرقابل شکافتن، خواص خاصی به داروی سیتوتوکسیک می‌دهد. به عنوان مثال، یک پیوند دهنده غیرقابل شکاف، دارو را در داخل سلول نگه می‌دارد. در نتیجه، کل آنتی بادی، پیوند دهنده و عامل سیتوتوکسیک (ضد سرطان) وارد سلول سرطانی مورد نظر می‌شود که در آنجا آنتی بادی به یک اسید‌آمینه تجزیه می‌شود. اسید‌آمینه_ پیچیده، پیوند دهنده و عامل سیتوتوکسیک به عنوان داروی فعال در نظر گرفته می شود. در مقابل، پیوندهای قابل شکافت، توسط آنزیم‌های سلول سرطانی جدا می‌شوند. سپس محموله سیتوتوکسیک می‌تواند از سلول هدف فرار کند و در فرآیندی به نام «کشتن تماشاچی» به سلول‌های همسایه حمله کند.
نوع دیگری از پیوند‌دهنده قابل شکافت که در حال حاضر در حال توسعه است، یک مولکول اضافی بین سیتوتوکسین و محل برش اضافه می کند. این به محققان اجازه می‌دهد تا ADC ها را با انعطاف بیشتری بدون تغییر سینتیک برش (cleavage kinetics) ایجاد کنند. محققان در حال توسعه روش جدیدی برای جداسازی پپتید بر اساس تجزیه ادمن (Edman degradation) هستند که روشی برای تعیین توالی اسیدهای آمینه در یک پپتید است. همچنین در حال توسعه روش‌های (TDCs) و پیوند جدید (novel conjugation techniques) برای بهبود بیشتر پایداری و شاخص درمانی هستند. همچنین این روش‌ها باعث بهبود ایمونوکونژوگه‌های گسیل‌کننده α ، پیوند نانوذرات با آنتی‌بادی (antibody-conjugated nanoparticles) و پیوند آنتی‌بادی-اولیگونوکلئوتید (antibody-oligonucleotide conjugates) می‌شوند.

## تحقیقات

### اسیدهای آمینه غیر‌طبیعی
نسل اول از فن‌آوری‌های پیوندی استفاده می‌کند که داروها را به‌طور غیرانتخابی با باقی‌مانده‌های سیستئین (cysteine) یا لیزین (lysine) در آنتی‌بادی ترکیب می‌کند و در نتیجه یک مخلوط ناهمگن ایجاد می‌کند. این رویکرد منجر به ایمنی و کارایی کمتر از حد مطلوب می‌شود و بهینه سازی خواص بیولوژیکی، فیزیکی و دارویی را پیچیده می کند. ادغام اسیدهای آمینه غیرطبیعی برای مکان خاص، مکانی را برای اتصال کنترل شده و پایدار ایجاد می کند. این امر تولید ADC های همگن با آنتی‌بادی‌ای که دقیقاً به دارو مرتبط است را فراهم می کند و نسبت های کنترل شده آنتی بادی به دارو را امکان پذیر می کند و همچنین امکان انتخاب بهترین کلاس در ADC را فراهم می‌کند. یک سنتز بدون سلول باز (open cell-free synthesi) مبتنی بر اشریشیا کلی (OCFS) امکان سنتز پروتئین‌های حاوی آمینو اسیدهای غیرطبیعی را می‌دهد و برای سنتز و تاخوردگی، پروتئین با بازده قابل پیش‌بینی بهینه شده است. فقدان دیواره سلولی اجازه می دهد تا عوامل غیرطبیعی به سیستم اضافه شود تا رونویسی، ترجمه و تاخوردگی را دستکاری کنند و باعث مدولاسیون دقیق بیان پروتئین (precise protein expression modulation) شود.

### سایر مناطق بیماری
اکثر ADC ها یا در حال توسعه هستند یا در آزمایش های بالینی برای نشانه های انکولوژیک و خونی هستند. این در درجه اول توسط موجودی آنتی‌بادی های مونوکلونال (monoclonal antibodies) هدایت می شود که انواع مختلف سرطان را هدف قرار می دهند. با این حال، برخی از توسعه دهندگان به دنبال گسترش برنامه به سایر مناطق مهم بیماری هستند.

## جستار‌های وابسته
- آنتی‌بادی منوکلونال
- انفورتومب ودوتین
- سسیتوزومب گوویتیکان
- جمتوزومب اوزوگامیسین